# Katastrofa samolotu rządowego pod Szczecinem
Katastrofa samolotu rządowego pod Szczecinem – katastrofa lotnicza, która miała miejsce 28 lutego 1973 roku w pobliżu portu lotniczego Szczecin-Goleniów. W wypadku zginęła pięcioosobowa załoga i wszyscy pasażerowie, łącznie osiemnaście osób. Cenzura PRL zakazała informowania o katastrofie w mediach.

## Opis
Katastrofie uległ Antonow An-24W o numerze seryjnym 97305702, który został wyprodukowany w 1969 roku. Samolot rozpoczął służbę w lotnictwie polskim 24 grudnia 1969 roku. Należał do Specjalnego Pułku Lotniczego i nosił numer boczny 012.
28 lutego 1973 roku samolot wykonywał rejs na trasie Warszawa – Szczecin. Pasażerami samolotu byli przedstawiciele delegacji polsko-czechosłowackiej, która miała zamiar następnego dnia odwiedzić port morski w Szczecinie oraz kilkuosobowa ochrona złożona z pracowników Ministerstwa Spraw Wewnętrznych. Delegacja miała dotrzeć do Szczecina pociągiem, jednak w ostatniej chwili zmieniono plany. Wśród członków delegacji byli: minister spraw wewnętrznych Polski Wiesław Ociepka, minister spraw wewnętrznych Czechosłowacji Radko Kaska oraz kierownik wydziału administracji państwowej Komitetu Centralnego Komunistycznej Partii Czechosłowacji Michal Kudzej.
Samolot An-24W prowadzony przez polskich pilotów wojskowych rozbił się o godzinie 22:52 podczas podchodzenia do lądowania przed pasem startowym lotniska Szczecin-Goleniów. Katastrofy nikt nie przeżył. Zginęli w niej m.in. funkcjonariusze Biura Ochrony Rządu: mjr Szumowski, kpt. Wulkiewicz, plut. Tomala.

## Przyczyny katastrofy
Komisja badająca wypadek za jego przyczynę uznała gwałtowną turbulencję połączoną z oblodzeniem skrzydeł. Do turbulencji miało dojść na skutek starcia się frontów zimnego i ciepłego na małej wysokości. W wyniku tego zjawiska doszło do nagłej utraty wysokości lotu samolotu (głębokie przeciągnięcie), której pilotowi nie udało się opanować. Samolot uderzył w ziemię w zalesionym terenie, czego skutkiem był pożar maszyny.

## Lista ofiar
| Poszkodowani    | Liczba zabitych na miejscu katastrofy | Liczba rannych |
| --------------- | ------------------------------------- | -------------- |
| Pasażerowie     | 13                                    | 0              |
| Załoga samolotu | 5                                     | 0              |
| Osoby postronne | 0                                     | 0              |
| Razem           | 18                                    | 0              |

Delegacja czechosłowacka
- Radko Kaska – Minister Spraw Wewnętrznych Czechosłowacji
- Michal Kudzej – Kierownik Wydziału Administracji państwowej Komitetu Centralnego Komunistycznej Partii Czechosłowacji
- płk Jaroslav Klíma, MSW Czechosłowacji
- ppłk Ladislav Hužvík, MSW Czechosłowacji
- mjr dr Olga Merunová, MSW Czechosłowacji
- Antonín Dufek, MSW Czechosłowacji

Delegacja polska
- Wiesław Ociepka – Minister Spraw Wewnętrznych
- płk Czesław Karski, Ministerstwo Spraw Wewnętrznych
- płk Wiesław Zajda, Ministerstwo Spraw Wewnętrznych
- mjr Włodzimierz Strzelecki, Ministerstwo Spraw Wewnętrznych
- mjr Mieczysław Szumowski, Biuro Ochrony Rządu
- ppor. Włodzimierz Andrzej Wulkiewicz, Biuro Ochrony Rządu
- plut. Mikołaj Stefan Tomala, Biuro Ochrony Rządu

Załoga samolotu
- mjr pil. Edward Jedynak, lat 43,
- kpt. pil. Kazimierz Marczak, lat 34,
- kpt. nawig. Daniel Sterna, lat 39,
- kpt. Janusz Główka, lat 48,
- sierż. sztab. Tadeusz Błażejczyk, lat 44.

Wszyscy członkowie załogi oraz delegacji polskiej (z wyjątkiem Wiesława Ociepki), spoczywają na Cmentarzu Wojskowym na Powązkach (kw.33 A, rząd 6, miejsca 1-11).